# Michele Troiano
Michele Troiano (Desio, 7 gennaio 1985) è un allenatore di calcio ed ex calciatore italiano, di ruolo centrocampista, attuale collaboratore tecnico della Juventus.

## Biografia
Nasce a Desio da genitori pugliesi e per la precisione di Monte Sant'Angelo in provincia di Foggia. La sua famiglia si trasferisce in Lombardia, a Nova Milanese, nel 1984.
È sposato con la fisioterapista Elisa Gubbiotti e ha avuto due figli.

## Caratteristiche tecniche
Mancino di piede, bravo sia tecnicamente che tatticamente, gioca prevalentemente come mediano davanti alla difesa, possiede una buona capacità nel verticalizzare ed impostare l'azione è abile negli inserimenti su palla inattiva e nei goal di acrobazia.

## Carriera

### Giocatore

#### Club
Ha iniziato la sua carriera nel Centro Schiaffino di Paderno Dugnano per poi trasferirsi nel Monza. Ha giocato anche nel Modena in Serie B. Nel gennaio 2007 si è trasferito in comproprietà al Chievo.
Il 3 marzo 2007 ha giocato la sua prima partita in Serie A contro il Milan, ad essa ne sono seguite altre due. 
La stagione successiva, dopo la retrocessione dei clivensi in Serie B, è rimasto a Chievo ottenendo la promozione in Serie A.
Nell'estate 2008 ha fatto ritorno al Modena, rimanendo così a giocare in cadetteria contribuendo positivamente alla salvezza dei canarini.
Il 19 luglio 2010 viene acquistato a titolo definitivo dal Sassuolo per una cifra vicina ai 600.000 euro. All'inizio della stagione 2010-2011 ritrova i suoi ex compagni di squadra al Modena Salvatore Bruno e Andrea Catellani, anch'essi passati al Sassuolo.
Il 13 ottobre segna il suo primo gol con la maglia nero-verde contro il Cittadella di testa sulla ribattuta di un rigore procurato e fallito da Bruno. 
Il 18 maggio 2013 vince il campionato di Serie B e conquista la promozione in Serie A con la squadra emiliana guidata da Eusebio Di Francesco. Il 30 giugno seguente, dopo 56 presenze e 5 gol, rimane svincolato.
Il 29 luglio 2013 firma un contratto triennale con la Virtus Entella club ligure di Lega Pro Prima Divisione.
Debutta con la maglia biancoceleste il 5 agosto in Entella-Gualdo 5-2 del primo turno di Coppa Italia sostituendo Silvano Raggio Garibaldi nel corso del secondo tempo.
Con 28 presenze e 4 gol in totale contribuisce alla storica promozione in Serie B; risulta peraltro decisivo nella vittoria per 1-2 contro la Cremonese del 4 maggio, risultato che sancisce la vittoria del campionato ai danni della Pro Vercelli.
Viene confermato per la stagione 2014-2015 segnando il suo primo gol in campionato il 16 maggio 2015 contro il Latina (2-0). Con 25 presenze totali non riesce ad evitare la retrocessione dell'Entella dopo aver perso i play-out contro il Modena. Il 29 agosto la squadra viene riammessa in Serie B in seguito allo scandalo calcioscommesse e Troiano si conferma titolare segnando il suo primo gol da capitano il 26 settembre alla quinta giornata nella sconfitta per 4-2 contro il Trapani. Nell'estate 2016 complice l'addio di Gennaro Volpe, diventa ufficialmente il nuovo capitano dei Diavoli Neri.
Dopo due stagioni da leader, nell'estate del 2018 viene messo da parte dal nuovo allenatore Roberto Boscaglia che sceglie Luca Nizzetto come capitano dell'Entella appena retrocessa in Serie C dopo i play-out persi con l'Ascoli; Troiano rescinde così il 31 agosto 2018 il suo contratto con il club ligure dopo 5 anni durante i quali ha messo insieme in tutto 161 presenze con 22 gol segnati.
Il 5 settembre seguente firma un contratto annuale proprio con l'Ascoli. Dopo le 28 presenze della prima stagione, Troiano segna il suo primo gol con i marchigiani il 1º settembre 2019, siglando il momentaneo vantaggio in casa del Frosinone, nella partita poi persa per 2-1. In due anni mette insieme complessivamente 48 presenze e 1 gol; il 24 settembre 2020 lascia il club marchigiano non avendo rinnovato il contratto.
Il 17 ottobre seguente firma un contratto annuale con la Juventus U23, debuttando lo stesso giorno subentrando nei minuti finali della gara contro l'AlbinoLeffe (pareggio per 1-1), gara valida per la quinta giornata di campionato. Il 28 ottobre seguente nella gara persa contro il Como raggiunge quota 400 presenze da professionista con i club. Il 2 maggio segna il suo primo e unico gol con i bianconeri nella sconfitta contro il Piacenza. Questo risulterà essere l'ultimo gol segnato in carriera poiché, dopo essere rimasto svincolato a fine stagione, il 13 agosto 2021 annuncia il suo ritiro dal calcio giocato 

#### Nazionale
Ha partecipato con l'Italia Under-20 al Mondiale Under-20 nel 2005.

### Allenatore
Appena ritiratosi intraprende la carriera da allenatore come vice di Fabrizio Piccareta, nuovo tecnico della Primavera della SPAL. Come dirigente ritrova Andrea Catellani, suo compagno di squadra per sei anni. L'anno seguente passa ad allenare l'Under-16 e consegue il patentino UEFA A a Coverciano che abilita ad allenare formazioni giovanili e squadre fino alla Lega Pro e consente di essere allenatore in seconda in Serie A e B. Nell'estate del 2023 segue Catellani al Modena andando ad allenare la formazione Under-17.
Nella stagione 2023-2024 riesce ad aggiudicarsi il Memorial Claudio Sassi.
Il 3 novembre 2024, in seguito all'esonero di Pierpaolo Bisoli, allenatore della prima squadra, viene chiamato ad interim insieme all'allenatore della Primavera Paolo Mandelli sulla panchina del Modena. Dopo la vittoria per 2-0 contro la Carrarese, in seguito alla nomina definitiva alla guida della prima squadra di Mandelli, viene confermato nel suo ruolo di vice fino al termine della stagione.
Al termine della stagione, lascia il Modena per entrare alla Juventus come collaborare tecnico dell'allenatore Igor Tudor.

## Statistiche

### Presenze e reti nei club
| Stagione              | Squadra               | Campionato            | Campionato | Campionato | Coppe nazionali | Coppe nazionali | Coppe nazionali | Coppe continentali | Coppe continentali | Coppe continentali | Altre coppe | Altre coppe | Altre coppe | Totale | Totale |
| Stagione              | Squadra               | Comp                  | Pres       | Reti       | Comp            | Pres            | Reti            | Comp               | Pres               | Reti               | Comp        | Pres        | Reti        | Pres   | Reti   |
| --------------------- | --------------------- | --------------------- | ---------- | ---------- | --------------- | --------------- | --------------- | ------------------ | ------------------ | ------------------ | ----------- | ----------- | ----------- | ------ | ------ |
| 2003-2004             | Monza                 | C2                    | 6          | 0          | CI-C            | 0               | 0               | -                  | -                  | -                  | -           | -           | -           | 6      | 0      |
| 2004-2005             | Modena                | B                     | 21         | 4          | CI              | 0               | 0               | -                  | -                  | -                  | -           | -           | -           | 21     | 4      |
| 2005-2006             | Modena                | B                     | 11+1       | 0          | CI              | 1               | 0               | -                  | -                  | -                  | -           | -           | -           | 13     | 0      |
| 2006-gen. 2007        | Modena                | B                     | 6          | 0          | CI              | 1               | 0               | -                  | -                  | -                  | -           | -           | -           | 7      | 0      |
| gen.-giu. 2007        | Chievo                | A                     | 3          | 0          | CI              | 0               | 0               | UCL+CU             | 0                  | 0                  | -           | -           | -           | 3      | 0      |
| 2007-2008             | Chievo                | B                     | 13         | 0          | CI              | 0               | 0               | -                  | -                  | -                  | -           | -           | -           | 13     | 0      |
| Totale Chievo         | Totale Chievo         | Totale Chievo         | 16         | 0          |                 | 0               | 0               |                    | 0                  | 0                  |             | -           | -           | 16     | 0      |
| 2008-2009             | Modena                | B                     | 29         | 3          | CI              | 2               | 1               | -                  | -                  | -                  | -           | -           | -           | 31     | 4      |
| 2009-2010             | Modena                | B                     | 33         | 5          | CI              | 1               | 0               | -                  | -                  | -                  | -           | -           | -           | 34     | 5      |
| Totale Modena         | Totale Modena         | Totale Modena         | 100+1      | 12+0       |                 | 5               | 1               |                    | -                  | -                  |             | -           | -           | 106    | 13     |
| 2010-2011             | Sassuolo              | B                     | 23         | 3          | CI              | 1               | 0               | -                  | -                  | -                  | -           | -           | -           | 24     | 3      |
| 2011-2012             | Sassuolo              | B                     | 3          | 0          | CI              | 2               | 2               | -                  | -                  | -                  | -           | -           | -           | 5      | 2      |
| 2012-2013             | Sassuolo              | B                     | 30         | 2          | CI              | 0               | 0               | -                  | -                  | -                  | -           | -           | -           | 30     | 2      |
| Totale Sassuolo       | Totale Sassuolo       | Totale Sassuolo       | 56         | 5          |                 | 3               | 2               |                    | -                  | -                  |             | -           | -           | 59     | 7      |
| 2013-2014             | Virtus Entella        | 1D                    | 23         | 2          | CI+CI-LP        | 2+2             | 0+1             | -                  | -                  | -                  | SdL-1D      | 1           | 1           | 28     | 4      |
| 2014-2015             | Virtus Entella        | B                     | 23+2       | 2          | CI              | 2               | 0               | -                  | -                  | -                  | -           | -           | -           | 27     | 2      |
| 2015-2016             | Virtus Entella        | B                     | 39         | 6          | CI              | 1               | 0               | -                  | -                  | -                  | -           | -           | -           | 40     | 6      |
| 2016-2017             | Virtus Entella        | B                     | 33         | 5          | CI              | 2               | 1               | -                  | -                  | -                  | -           | -           | -           | 35     | 6      |
| 2017-2018             | Virtus Entella        | B                     | 28+2       | 4          | CI              | 1               | 0               | -                  | -                  | -                  | -           | -           | -           | 31     | 4      |
| Totale Virtus Entella | Totale Virtus Entella | Totale Virtus Entella | 146+4      | 19+0       |                 | 10              | 2               |                    | -                  | -                  |             | 1           | 1           | 161    | 22     |
| 2018-2019             | Ascoli                | B                     | 28         | 0          | CI              | -               | -               | -                  | -                  | -                  | -           | -           | -           | 28     | 0      |
| 2019-2020             | Ascoli                | B                     | 18         | 1          | CI              | 2               | 0               | -                  | -                  | -                  | -           | -           | -           | 20     | 1      |
| Totale Ascoli         | Totale Ascoli         | Totale Ascoli         | 46         | 1          |                 | 2               | 0               |                    | -                  | -                  |             | -           | -           | 48     | 1      |
| 2020-2021             | Juventus U23          | C                     | 19+1       | 1          | -               | -               | -               | -                  | -                  | -                  | -           | -           | -           | 20     | 1      |
| Totale carriera       | Totale carriera       | Totale carriera       | 389+6      | 38         |                 | 20              | 5               |                    | 0                  | 0                  |             | 1           | 1           | 416    | 44     |

## Palmarès

### Calciatore
- Lega Pro Prima Divisione: 1

Virtus Entella: 2013-2014
- Campionato italiano di Serie B: 2

Chievo Verona: 2007-2008
Sassuolo: 2012-2013

### Allenatore

#### Giovanili
- Memorial Claudio Sassi: 1

Modena: 2024